# Patty y Selma Bouvier
Patty y Selma Bouvier son personajes ficticios de la serie de dibujos animados Los Simpson, creada por Matt Groening.
Son las inseparables gemelas y hermanas mayores de Marge y las odiadas cuñadas de Homer. La voz original de ambas se la da Julie Kavner, mientras que en los doblajes hispanoparlantes sus voces han variado bastante, especialmente en Hispanoamérica.
Aunque en las primeras temporadas ambos personajes podían ser perfectamente intercambiables, con el tiempo se les han adjudicado ciertas características que las ha diferenciado considerablemente, pero con una base en común.

## Papel enLos Simpson
Las hermanas mayores de Marge tienen diversas funciones en la serie, pero siempre unificadas bajo su visceral animadversión hacia Homer y el mundo feliz. Como hermanas mayores y solteronas de Marge, han desarrollado un odio extremo hacia su marido Homer, debido a que desde un principio no lo consideraron digno para ella. En muchas ocasiones, vienen a sustituir toda la vida social que tiene Marge, lo que la sigue limitando en un ámbito doméstico y familiar. A veces han hecho de niñeras para los hijos del matrimonio protagonista, revelando que los niños no les tienen un gran aprecio, pero las quieren por el regalo de Navidad. Para Homer, funcionan como sus némesis que a menudo señalan los numerosos defectos que Marge tiene que obviar inexplicablemente para seguir con él. Las gemelas representan un choque violento contra el que Marge tiene que luchar constantemente para equilibrar sus sentimientos y deberes amorosos y familiares. Finalmente, debido a su empleo, también encarnan los generalizados y más exasperantes estereotipos de los funcionarios y burócratas.
Sus marcas personales son su vicio por el tabaco, su desprecio por la felicidad ajena y sus sonidos nasalizados y roncos para expresar sorpresa, disgusto o desaprobación, en el mismo estilo que Marge pero mucho más exagerado. Y por último, las dos hermanas comparten una predilección y una pasión casi obsesiva hacia la serie televisiva MacGyver, pero por sobre todas las cosas hacia su actor principal y protagonista de la serie, Richard Dean Anderson, a quien incluso llegan a secuestrar en un capítulo de los Simpson.

## Biografía
Patty es dos minutos menor que Selma. Probablemente Patty y Selma, al igual que Marge, crecieron en una zona rural del sur de los Estados Unidos, en un ambiente muy familiar. Se criaron en una granja e iban a veranear con el resto de la familia Bouvier a Barnacle Bay, una isla en la costa de Springfield. Ambas tenían una voz celestial para cantar en un coro hasta que empezaron a fumar de adolescentes. Como hermanas mayores, las gemelas abusaban y se burlaban de la pequeña Marge, pero con el tiempo su relación fue mejorando bastante. Las chicas se mostraron muy materialistas, ya que como pareja ideal para su hermana pequeña siempre prefirieron el adinerado Artie Ziff, antes que el humilde Homer Simpson.
Encarnando el típico papel de inseparables hermanas gemelas, ambas han decidido pasar el resto de su vida juntas, con algún que otro lapsus que ha servido como trama principal de varios episodios. Ambas comparten apartamento en un bloque en el centro llamado Spinster Arms. También han encontrado el mismo empleo en el Departamento General de Tráfico, donde trabajan cara al público, examinando a la gente para expedirles el carné de conducir o, todo lo contrario, para revocárselo. Mientras Patty pasaba su tiempo dedicándolo al celibato, Selma tenía una vida mucho más dedicada al libertinaje, pero desde las últimas temporadas, Patty está explorando su sexualidad abiertamente, mientras que Selma se dedica más a cumplir como madre con su hija adoptiva. Ambas dedican su tiempo a sus dos pasatiempos preferidos: fumar y ver MacGyver por la televisión. También les encanta viajar y enseñar las diapositivas de sus salidas a los Simpson, cosa que les aburre soberanamente.

## Personaje
Su caracterización desde el principio ha ido siempre orientada a pintarlas como desagradables, asociales e inadaptables, en particular desde la perspectiva de Homer o sus sobrinos. En algunos gags y episodios especiales, esto se ha intensificado comparándolas con brujas. Trabajan como empleadas del estado y burócratas, abusando de los privilegios más exasperantes de estos puestos, cosa que las vuelve más antipáticas para los demás.

### Creación
Patty y Selma parecen una versión más robusta de Marge. También fueron diseñadas con siluetas exclusivas, pero con ligeras modificaciones para diferenciarlas, aparte de sus voces. Aunque en textura recuerda al de Marge, el pelo de Patty está estufado a lo afro, mientras que el de Selma, de iguales características, presenta una raya en medio para que forme una "M". En la temporada 22 se descubre que Patty tiene el pelo marrón-rojizo pálido y Selma de un rubio muy claro, casi blanco; pero que siempre se las ve de un morado-grisáceo por la cantidad de ceniza acumulada del humo de sus cigarros. Mientras Patty comúnmente siempre va con un vestido de manga corta y zapatos rosas, Selma lleva un vestido sin mangas y zapatos azules. Los complementos también las diferencian: los pendientes de Patty son triangulares, mientras que los de Selma son circulares o con forma de "S" y las perlas del collar de Patty son totalmente esféricas, mientras que las de Selma son más ovaladas.
El origen del nombre de estos personajes aún no se ha revelado, aunque se conoce que Matt Groening tiene una hermana mayor llamada Patty, pero esto no explica de dónde viene el nombre de Selma. Así como el origen de los nombres de los protagonistas de la serie se ha dicho oficialmente que provienen de los padres y hermanas de Groening, no se ha revelado ningún origen para los nombres de las gemelas.

### Desarrollo
Probablemente, este dúo de personajes son los que han mostrado una evolución más evidente en la serie, aunque desde un principio parecía que tenían que ser iguales. Empezada la serie, se fueron desarrollando como personajes espejo, es decir, aparte de una base común, una representaba valores y características contrarios a los de la otra. Patty se mostró abstinente y muy fiel a su gemela, mientras que Selma se reveló pronto como libertina, buscando relaciones con hombres como fuera, llegando a casarse con algunos de ellos, cosa que solía enfriar su relación con su gemela, y también se la ha visto desarrollando cierto instinto materno frustrado, que ha canalizado a través de su mascota, una iguana llamada Jub-Jub. En las últimas temporadas, las gemelas han dejado de ser personajes opuestos y han desarrollado un carácter complejo, independientemente de las cualidades de la otra hermana.
Patty, desde un principio, se caracterizó como la más masculina y basta de las dos, aunque Selma solía dar datos de sus vidas amorosas que la incluía a ella también. Se le dedicó un episodio en la segunda temporada donde rechazó comprometerse con Seymour Skinner a favor de no separarse de su hermana gemela. Marge, en una ocasión, afirmó que Patty había elegido una vida de celibato, por ello se le han dedicado pocas tramas amorosas. En cualquier caso, siempre ha sido portavoz de comentarios que podían insinuar su inclinación homosexual desde momentos tempranos en la serie, cuando rechazó acompañar a Marge al ballet porque lo consideraba como cosa de chicas. También en el episodio de la casa del burlesque se ve una foto de ella saliendo de ahí. Patty salió del armario en el mismo episodio que se legalizaron los matrimonios homosexuales en Springfield y desde entonces ha explorado su sexualidad abiertamente y se le han dedicado más tramas románticas. Incluso ahora parece que Patty es más propensa a buscar relaciones amorosas que su hermana Selma. Posiblemente, ella es la que más odia de las dos gemelas a Homer ya que, a diferencia de su hermana, no ha mostrado ningún breve momento de empatía con su cuñado.
Por otro lado, a Selma, desde las primeras temporadas, se la caracterizó como una mujer facilona, que buscaba relaciones sexuales a cualquier precio. De las dos, es la única que ha mostrado piedad, brevemente, en alguna ocasión por Homer. Su vestuario de gala, algunos comentarios y su intento de seducir a un electricista demuestran esto. De todas maneras, Selma busca el amor de su vida y se ha casado varias veces, con un consecuente divorcio. Hasta la séptima temporada, episodios que trataban sobre las bodas de Selma con un hombre que no le convenía eran un recurso bastante común en la serie para algún que otro capítulo casual, pero este tema no se volvió a retomar hasta la decimoctava temporada. En cualquier caso, se ha insinuado en varios episodios que Selma se ha casado otras veces fuera de los eventos que muestran los episodios de la serie. En un episodio de las temporadas tempranas, muestra un avanzado instinto materno, que se acaba frustrando por tener que cuidar a sus sobrinos. Este tema se ha retomado en un episodio más reciente, donde, al alcanzar la menopausia, Selma siente un incontrolable impulso por tener un hijo y decide adoptar. Al parecer, actualmente desarrolla más su vertiente materna y no le urge buscar un hombre que pueda hacer de padre para su hija china Ling.

### Doblaje
El creador de la serie Matt Groening mencionó que él sugirió a Julie Kavner que interpretara a Patty y Selma como personajes que "les quitaran las ganas de vivir a cualquier cosa...". Al Jean puntualizó que Kavner hace la voz de Patty más masculina y en un registro más grave, mientras que la de Selma es ligeramente más suave. Kavner también presta su voz a los demás miembros femeninos de la familia Bouvier y le suele acarrear un gran trabajo cuando las escenas están pobladas de estos personajes. En Hispanoamérica Patty estaba doblada por Nelly Horseman (temporadas 1-15) y Selma por Nelly Salvar (temporadas 1-6), esta última siendo sustituida por Carmen Donna-Dío (temporadas 7-11). En España, Patty y Selma siempre han sido dobladas por las mismas actrices que han doblado a Marge, aunque las dos primeras (Amparo Soto y Begoña Hernando) se retiraron por los problemas de garganta que conllevaban tener que reproducir un registro tan áspero. Actualmente son dobladas por Margarita de Francia.

## Recepción
En There's Something About Marrying, Patty reveló ser lesbiana, convirtiéndose en el primer personaje de la serie en ser abiertamente homosexual. Antes de la emisión del capítulo, los productores avanzaron que un personaje saldría del armario, pero no revelaron quién. A pesar de que en Internet apareció información diciendo quién sería ese personaje meses antes de que se emitiera el episodio, corredores de apuestas tanto de los Estados Unidos como del Reino Unido apostaron por el personaje que confesaría su homosexualidad y si en el episodio veríamos algún beso (BetUS.com apostó 7 contra 5 por el beso y tenía a Patty como la preferida para salir del armario). La Alianza Gay y Lesbiana contra la Difamación realizó buenas críticas sobre el episodio, considerándolo como un "rayo de luz". En sentido opuesto, L. Brent Bozell, presidente del Consejo de Padres de Televisión, señaló que: "preferiría que no hubieran hecho este episodio. Tienes un programa visto por millones de niños. ¿Necesitan los niños que les lancen el tema de los matrimonios gay en la cara? ¿Por qué no pueden simplemente entretenerlos?"